# Neurochaetidae
Neurochaetidae McAlpine, 1978, è una piccola famiglia di insetti dell'ordine dei Ditteri (Brachycera: Cyclorrhapha: Acalyptratae). È composta da venti specie, distribuite nelle regioni tropicali dell'Africa, dell'Asia e dell'Oceania. Nella famiglia vi sono inoltre comprese due specie fossili rinvenute nell'ambra baltica e appartenenti ad un genere estinto.
A causa del singolare comportamento degli adulti, le specie di questa famiglia, in particolare quelle del genere Neurochaeta, sono comunemente chiamate in inglese con il nome upside-down flies ("mosche capovolte").

## Descrizione
Gli adulti sono insetti di piccole dimensioni, con corpo generalmente lungo 2-4 mm (6 mm in Neurochaeta magnifica), più o meno appiattito in senso dorso-ventrale, e con livrea di color crema associata al bruno-nerastro o al grigio.
Il capo, largo, talvolta anche lungo (Nothoasteia), porta antenne aristate-genicolate, con primo flagellomero piegato in basso e arista lunga e piumosa. La chetotassi comprende 3-4 paia di setole fronto-orbitali, due paia di setole verticali, un paio di setole ocellari e un paio di setole postocellari. Queste ultime sono deboli e divergenti. Inferiormente sono presenti le due vibrisse, un paio di setole sottovibrissali e numerose robuste setole postgenuali.
Le zampe sono relativamente brevi e robuste, provviste di femori ingrossati. Le ali sono relativamente strette verso l'apice ed hanno un lobo anale di moderato sviluppo e un'alula poco sviluppata. In fase di riposo sono piegate orizzontalmente sull'addome e reciprocamente sovrapposte. Questi caratteri, nel complesso, rappresentano un particolare adattamento all'ambiente frequentato dagli adulti.
| |
| Schema della nervatura alare nel genere Neurochaeta B: setole. Fratture: sb: frattura subcostale. Vene longitudinali: C: costa; Sc: subcosta; R: radio; M: media; Cu: cubito. Vene trasversali: h: omerale; radio-mediale; dm-cu: medio-cubitale discale. Cellule: br: prima basale; bm+dm: seconda basale e discale fuse. |

La nervatura è analoga a quella di molte famiglie di Opomyzoidea. La costa si sviluppa sul margine fino alla terminazione della media e presenta sempre una frattura subcostale e, in alcune specie, una frattura omerale. La subcosta è debole e confluisce sul ramo anteriore della radio. La radio si divide in tre rami, con R1 breve e confluente sul margine entro il terzo basale, R2+3 e R4+5 lunghe, terminanti rispettivamente in posizione subapicale e apicale.
La media e il ramo CuA1 della cubito sono ben sviluppate, mentre sono assenti il ramo CuA2 e l'anale e, di conseguenza, la cellula cup. Fra le nervature trasversali sono presenti la radio-mediale e la medio-cubitale discale ma non la medio-cubitale basale, perciò si osserva la presenza della prima basale e di una cellula chiusa derivata dalla fusione della discale e della seconda basale. L'apice della discale è prossimo al margine posteriore dell'ala.
Una caratteristica morfologica, propria delle Neurochaeta asiatiche e australasiane e che ha ispirato il nome scientifico, attribuito al genere, da McAlpine, è la presenza di tre setole allineate sulla faccia superiore dell'ala, una sulla base del settore radiale e due sul tratto basale di R4+5: queste setole sono dirette verso l'alto quando le ali sono ripiegate sull'addome e secondo McAlpine avrebbero una funzione sensoriale.

## Habitat e biologia

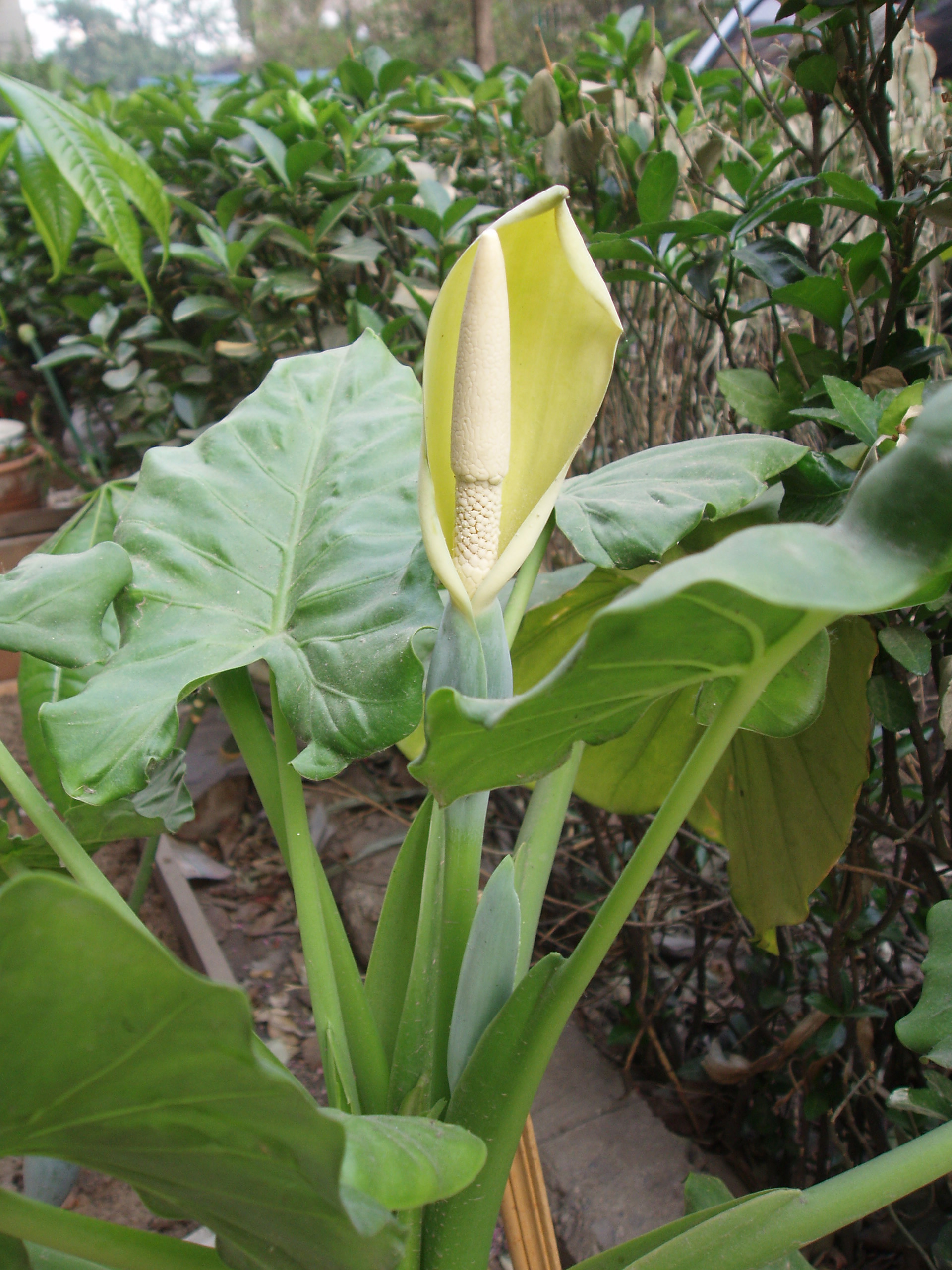
Alocasia macrorrhizos, ospite vegetale di Neurochaeta inversa e Neurochaeta macalpinei.

I Neurochaetidae si rinvengono sulla vegetazione ai margini delle foreste in aree umide tropicali. La loro biologia, in particolare quella delle larve è conosciuta solo in parte e le singole specie sarebbero associate strettamente a determinate piante, in grado di offrire ospitalità alle larve.
Le osservazioni più significative sono state fatte sulla specie australiana Neurochaeta inversa.
Le larve di Neurochaeta inversa sono associate ad un'aracea tropicale, Alocasia macrorrhizos, e si sviluppano nel fitotelma che si raccoglie nel fondo della spata, in corrispondenza della base dello spadice. L'assenza di una correlazione fra il numero di frutti dell'infruttescenza e il numero di larve fa ritenere che non vi sia una relazione trofica diretta fra il dittero e l'ospite vegetale e che le larve si nutrano, come agenti filtranti, a spese dei microrganismi che popolano il fitotelma. Successive indagini indicano che le larve dei Neurochaetidae, in generale, sarebbero probabilmente associate a fitotelmi di vari tipi. Le larve della specie malese Neurochaeta macalpinei vivono anch'esse nella spata di A. macrorrhizos. Per altri Neurochaetidae non si hanno informazioni certe sulla biologia delle larve, tuttavia si è riscontrata la frequenza degli adulti su determinate piante che, grazie alla loro morfologia, raccolgono fitotelmi, possibili siti di crescita delle rispettive larve. Secondo McAlpine, un'altra Neurochaeta malese sarebbe associata allo Zingiber spectabile, uno zenzero selvatico della Malaysia, Neurochaeta magnifica vivrebbe invece nei fitotelmi raccolti dai Pandanus e diverse specie del genere Neurotexis, endemico del Madagascar, sarebbero associate a Strelitziaceae dei generi Ravenala e Strelitzia. Altri ospiti vegetali delle Neurochaeta asiatiche e della Nuova Guinea, citati in letteratura, fanno parte della famiglia delle Musaceae. La conferma e gli ulteriori approfondimenti, in merito all'osservazione di queste relazioni specifiche, potrebbero arricchire le informazioni relative alla coevoluzione. In effetti, secondo McAlpine (1993), i Neurochaetidae si sarebbero evoluti parallelamente alle Zingiberales e le Anthoclusia fossili sarebbero associate a specie delle Zingiberales della flora del Cenozoico.
Singolare è il comportamento degli adulti. Anche in questo caso, le informazioni più rilevanti derivano dalle osservazioni sulla specie australiana Neurochaeta inversa. Gli adulti dei Neurochaetidae, in generale, sono mediocri volatori, in quanto spiccano brevi e sporadici voli, ma in compenso sono agili corridori, proprietà associata alla conformazione del corpo, più o meno appiattito, e delle zampe, brevi e robuste. L'aspetto più curioso è quello che ha ispirato in McAlpine sia il nome comune in inglese (upside-down fly), applicato per estensione all'intera famiglia, sia quello scientifico della specie australiana (inversa). L'adulto staziona spesso su superfici verticali e assume una posizione capovolta, con il capo rivolto verso il basso. Quando viene disturbato, in genere non si alza in volo, bensì si muove rapidamente con le zampe; l'abilità cursoria è tale che il dittero si sposta con rapidi movimenti a zigzag, mantenendo tuttavia la posizione del corpo rivolta verso il basso. Di conseguenza si sposterà verso l'alto camminando a ritroso o orizzontalmente camminando di fianco. A conferma di questo singolare comportamento, McAlpine ha descritto un curioso esperimento: mettendo un certo numero di mosche sulla superficie di un bicchiere, queste si disporranno sulle pareti del bicchiere con la loro naturale postura e, dopo aver capovolto il bicchiere si osserverà che tutte le mosche reagiranno immediatamente ruotando la posizione per rivolgersi nuovamente verso il basso.
La conformazione esile e più o meno appiattita del corpo, l'abilità cursoria, la scarsa propensione al volo e, comunque, la tendenza a compiere brevi voli, costituiscono, nel complesso, un adattamento degli adulti alla vita in spazi ristretti, in grado di fornire immediatamente un rifugio in caso di minaccia. Gli adulti di N. inversa stazionano frequentemente sulle foglie e sullo spadice dell'Aloclasia macrorrhizos e si nutrono del polline prodotto dai fiori maschili. Avendo una durata di vita stimata intorno ai sei mesi, è presumibile che fuori dal periodo di fioritura dell'aracea, i ditteri si comportino come saprofagi nutrendosi del materiale organico caduto sulle foglie dell'ospite.
L'esame della morfologia e del comportamento di altre Neurochaeta forniscono evidenti analogie con la N. inversa. Ad esempio, gli adulti della Neurochaeta malese associata allo Zingiber spectabile sono adattati ad inoltrarsi rapidamente fra le strette brattee dell'infiorescenza di questa pianta, mentre quelli di N. magnifica, quando sono disturbati, corrono rapidamente verso la base delle foglie del Pandanus, per poi spiccare il volo da quel punto.

## Sistematica
Prima del 1978, delle specie attualmente incluse nella famiglia erano noti solo i due fossili del genere Anthoclusia, descritto da Hennig (1965), e Nothoasteia platycephala, descritta Malloch (1936). David McAlpine (1978) definì un nuovo genere, Neurochaeta, con tre nuove specie, e lo mise in relazione filogenetica con Anthoclusia. Nello stesso lavoro, riunì i due generi nella nuova famiglia dei Neurochaetidae. Nell'arco di un quindicennio, alcune revisioni e, soprattutto, la descrizione di nuove specie hanno condotto all'attuale composizione. Rispetto alla suddivisione originaria, che contemplava due soli generi, l'attuale suddivisione, proposta da D. McAlpine (1993), contempla altri tre generi, Neurotexis, Neurocytta e Nothoasteia, oltre a Neurochaeta e il genere estinto Anthoclusia. Di questi tre generi, Nothoasteia proviene da uno spostamento dalla famiglia Asteiidae alla famiglia Neurochaetidae, mentre Neurocytta e Neurotexis provengono da un'elevazione di due sottogeneri di Neurochaeta, definiti da McAlpine (1987), al rango di genere. Va rilevato che nel BioSystematic Database of World Diptera è tuttora citata la proposta di inclusione di Neurocytta e Neurotexis nel genere Neurochaeta, al rango di sottogeneri.
Adottando la classificazione proposta da McAlpine (1993), allo stato attuale la famiglia comprende 20 specie viventi descritte, ripartite fra quattro generi:
- Neurochaeta McAlpine, 1978
  - Neurochaeta capilo McAlpine, 1988
  - Neurochaeta inversa McAlpine, 1978
  - Neurochaeta macalpinei Woodley, 1982
  - Neurochaeta magnifica McAlpine, 1988
  - Neurochaeta parviceps McAlpine, 1988
  - Neurochaeta sabroskyi Woodley, 1982
- Neurocytta McAlpine, 1987 [=Neurochaeta (Neurocytta)]
  -     - Neurocytta prisca McAlpine, 1978 [=Neurochaeta prisca]
- Neurotexis McAlpine, 1987 [=Neurochaeta (Neurotexys)]
  - Neurotexis charis McAlpine, 1993
  - Neurotexis delphis McAlpine, 1993
  - Neurotexis despiciens McAlpine, 1993
  - Neurotexis freidbergi McAlpine, 1993
  - Neurotexis kaplanae McAlpine, 1993
  - Neurotexis maura McAlpine, 1993
  - Neurotexis polyaster McAlpine, 1993
  - Neurotexis primula McAlpine, 1993
  - Neurotexis stuckenbergi McAlpine, 1978 [=Neurochaeta stuckenbergi]
  - Neurotexis termon McAlpine, 1993
  - Neurotexis vesca McAlpine, 1993
- Nothoasteia Malloch, 1936
  - Nothoasteia clausa McAlpine, 1988
  - Nothoasteia platycephala Malloch, 1936

Come si è detto, ai quattro precedenti generi si aggiunge Anthoclusia Hennig, 1965, comprendente solo due specie fossili: Anthoclusia gephyrea Hennig, 1965, e Anthoclusia remotinervis Hennig, 1965. Entrambi i fossili sono stati rinvenuti nell'ambra baltica e la loro presenza sulla Terra risale perciò alla fine dell'Eocene o all'inizio dell'Oligocene.

## Filogenesi
La relazione filogenetica dei Neurochaetidae con gli altri Opomyzoidea è stata discussa trattata inizialmente David McAlpine (1978) e successivamente discussa da James McAlpine (1989).
David McAlpine incluse i Neurochaetidae in un raggruppamento, Asteioidea, trattato al rango di superfamiglia e comprendente anche le famiglie Anthomyzidae, Asteiidae, Aulacigastridae, Periscelididae e Teratomyzidae.
J. McAlpine (1989), pur concordando con buona parte dell'impianto del suo omonimo australiano, strutturò in modo differente l'albero filogenetico in quanto inquadrava il gruppo Asteioidea sensu D. McAlpine (con il nome Asteioinea) ad un rango inferiore a quello di superfamiglia e posizionava gli Anthomyzidae in un altro gruppo di famiglie correlato agli Asteioinea. Nella fattispecie, J. McAlpine individua negli Asteioinea due clade distinti e posiziona i Neurochaetidae in una linea correlata al clade Aulacigastridae+Periscelididae:
|  | Teratomyzidae+Xenasteiidae+Asteiidae                                              |
|  |                                                                                   |
|  | \| \| Neurochaetidae \| \| \| \| \| \| Periscelididae+Aulacigastridae \| \| \| \| |
|  |                                                                                   |
|  | Neurochaetidae                                                                    |
|  |                                                                                   |
|  | Periscelididae+Aulacigastridae                                                    |
|  |                                                                                   |

|  | Neurochaetidae                 |
|  |                                |
|  | Periscelididae+Aulacigastridae |
|  |                                |

|  | Teratomyzidae+Xenasteiidae+Asteiidae                                              |
|  |                                                                                   |
|  | \| \| Neurochaetidae \| \| \| \| \| \| Periscelididae+Aulacigastridae \| \| \| \| |
|  |                                                                                   |
|  | Neurochaetidae                                                                    |
|  |                                                                                   |
|  | Periscelididae+Aulacigastridae                                                    |
|  |                                                                                   |

|  | Neurochaetidae                 |
|  |                                |
|  | Periscelididae+Aulacigastridae |
|  |                                |

|  | Teratomyzidae+Xenasteiidae+Asteiidae                                              |
|  |                                                                                   |
|  | \| \| Neurochaetidae \| \| \| \| \| \| Periscelididae+Aulacigastridae \| \| \| \| |
|  |                                                                                   |
|  | Neurochaetidae                                                                    |
|  |                                                                                   |
|  | Periscelididae+Aulacigastridae                                                    |
|  |                                                                                   |

|  | Neurochaetidae                 |
|  |                                |
|  | Periscelididae+Aulacigastridae |
|  |                                |

|  | Teratomyzidae+Xenasteiidae+Asteiidae                                              |
|  |                                                                                   |
|  | \| \| Neurochaetidae \| \| \| \| \| \| Periscelididae+Aulacigastridae \| \| \| \| |
|  |                                                                                   |
|  | Neurochaetidae                                                                    |
|  |                                                                                   |
|  | Periscelididae+Aulacigastridae                                                    |
|  |                                                                                   |

|  | Neurochaetidae                 |
|  |                                |
|  | Periscelididae+Aulacigastridae |
|  |                                |

|  | Teratomyzidae+Xenasteiidae+Asteiidae                                              |
|  |                                                                                   |
|  | \| \| Neurochaetidae \| \| \| \| \| \| Periscelididae+Aulacigastridae \| \| \| \| |
|  |                                                                                   |
|  | Neurochaetidae                                                                    |
|  |                                                                                   |
|  | Periscelididae+Aulacigastridae                                                    |
|  |                                                                                   |

|  | Neurochaetidae                 |
|  |                                |
|  | Periscelididae+Aulacigastridae |
|  |                                |

|  | Teratomyzidae+Xenasteiidae+Asteiidae                                              |
|  |                                                                                   |
|  | \| \| Neurochaetidae \| \| \| \| \| \| Periscelididae+Aulacigastridae \| \| \| \| |
|  |                                                                                   |
|  | Neurochaetidae                                                                    |
|  |                                                                                   |
|  | Periscelididae+Aulacigastridae                                                    |
|  |                                                                                   |

|  | Neurochaetidae                 |
|  |                                |
|  | Periscelididae+Aulacigastridae |
|  |                                |

|  | Teratomyzidae+Xenasteiidae+Asteiidae                                              |
|  |                                                                                   |
|  | \| \| Neurochaetidae \| \| \| \| \| \| Periscelididae+Aulacigastridae \| \| \| \| |
|  |                                                                                   |
|  | Neurochaetidae                                                                    |
|  |                                                                                   |
|  | Periscelididae+Aulacigastridae                                                    |
|  |                                                                                   |

|  | Neurochaetidae                 |
|  |                                |
|  | Periscelididae+Aulacigastridae |
|  |                                |

|  | Teratomyzidae+Xenasteiidae+Asteiidae                                              |
|  |                                                                                   |
|  | \| \| Neurochaetidae \| \| \| \| \| \| Periscelididae+Aulacigastridae \| \| \| \| |
|  |                                                                                   |
|  | Neurochaetidae                                                                    |
|  |                                                                                   |
|  | Periscelididae+Aulacigastridae                                                    |
|  |                                                                                   |

|  | Neurochaetidae                 |
|  |                                |
|  | Periscelididae+Aulacigastridae |
|  |                                |

Tre sono le autapomorfie dei Neurochaetidae individuate da J. McAlpine: il clipeo stretto, il prosterno molto stretto, gli sterniti addominali ampi.

## Distribuzione
I Neurochaetidae sono rappresentati esclusivamente nelle regioni tropicali dell'Africa, dell'Asia e dell'Oceania.
Il genere Neurochaeta è rappresentato nel Sudest asiatico e in Australia ma, probabilmente, presenta il maggior grado di biodiversità nella regione orientale, assumendo che le specie finora descritte siano solo una parte di quelle realmente esistenti. I generi Neurocytta e Neurotexis sono esclusivamente afrotropicali, mentre Nothoasteia è esclusivamente australasiana. Il quadro completo è riassunto nella seguente tabella:
|                                                                        | Neurochaeta                            | Neurocytta | Neurotexis | Nothoasteia                |
| ---------------------------------------------------------------------- | -------------------------------------- | ---------- | --- | -------------------------- |
| Madagascar                                                             |                                        |            | N. charis, N. delphis, N. despiciens, N. freidbergi, N. kaplanae, N. maura, N. polyaster, N. primula, N. stuckenbergi, N. termon, N. vesca |                            |
| Zimbabwe                                                               |                                        | N. prisca  | |                            |
| Filippine                                                              | N. sabroskyi                           |            | |                            |
| Malaysia                                                               | N. capilo, N. macalpinei, N. parviceps |            | |                            |
| Australia                                                              | N. inversa                             |            | | N. clausa, N. platycephala |
| Nuova Guinea                                                           | N. magnifica                           |            | |                            |
| Legenda: Regione afrotropicale Regione orientale Regione australasiana |                                        |            | |                            |